# Mr Bean (série télévisée d'animation)
Pour la série télévisée live, voir Mr. Bean.
Mr. Bean (Mr. Bean: The Animated Series) est une série télévisée d'animation britannique en 130 épisodes de 11 minutes, diffusée du 5 janvier 2002 au 8 octobre 2019 sur ITV. En France, la série est diffusée sur Boomerang.
Les saisons 1, 2 et 3 constituées de 52 épisodes ont été diffusée entre 2002 et 2004. La saison 4 constituée de 52 épisodes a été diffusée en 2015-2016. La saison 5 constituée de 26 épisodes a été diffusée en 2019.
En janvier 2024, une saison 6 a été annoncée pour 2025 sur ITVX au Royaume-Uni et Boomerang en Europe,.

## Synopsis
Cette série, inspirée du personnage créé par Rowan Atkinson dans la série live homonyme, met en scène le naïf Mr Bean, qui se place volontairement ou non dans des situations plus ou moins cocasses.

## Fiche technique
- Titre original : Mr Bean: The Animated Series
- Titre français : Mr Bean : La Série animée
- Création : Rowan Atkinson d'après le personnage créé par Rowan Atkinson et Richard Curtis
- Réalisation : Tim Searle, Dave Osborne, Tim Fehrenbach, Aleksey Alekseev…
- Scénario : Ciaran Murtagh, Andrew Barnett Jones, Alex Collier, Robin Driscoll, Lee Cornes…
- Musique : Howard Goodall, John Greswell
- Direction artistique : Steve Small, Steven Sole, Ana Bermejo, Amy Lewis…
- Montage : Graham Silcock, Mark Edwards, Thomas Ernst
- Production : Claudia Lloyd (saison 1), Tom Beattie (saison 2), Christopher Skala (saison 3)
- Sociétés de production :  Tiger Aspect Productions ; Varga Holdings, Richard Purdum Productions (saison 1) ; FremantleMedia (saisons 1-2)
- Sociétés de distribution : ITV ; Endemol Shine Worldwide Distribution
- Pays de production :  Royaume-Uni
- Langue originale : anglais
- Format : Couleur - 35 mm / HDTV - 16/9 - son Dolby Digital
- Genre : comédie
- Nombre de saisons : 4
- Nombre d'épisodes : 143 + 1 spécial
- Durée : 11 minutes
- Dates de première diffusion :
  - Royaume-Uni :  5 janvier 2002 sur CITV
  - France : ?
- Classification : Tous publics

## Distribution

### Voix originales
- Rowan Atkinson : Mr Bean
- Sally Grace (en) : Mrs Julia Wicket
- Matilda Ziegler : Irma Gobb

### Voix françaises
- Gilles Laurent puis Peppino Capotondi : Mr Bean
- Lucienne Troka puis Nicole Shirer : Mrs Julia Wicket
- Martine Irzenski puis Sophie Frison : Irma Gobb
- Luq Hamet : voix additionnelles

Doublage français réalisé par Calumet Productions ; direction artistique Luq Hamet.

## Épisodes

### Saison 1 (2002-2004)

#### Partie 1 (2002)
1. Dans la nature (In the Wild)
2. Teddy a disparu (Missing Teddy)
3. Stationnement interdit (No Parking)
4. Chasse au trésor (Bean's Bounty)
5. Jeux de mimes (Mime Games)
6. Nettoyage de printemps (Spring Clean)
7. L'Anniversaire (Birthday Bear)
8. La Taupe (The Mole)
9. Marteaux-piqueurs (Roadworks)
10. Le Canapé (The Sofa)
11. Trésor ! (Treasure!)
12. Sans abri (Homeless)
13. L'Infirmière (Nurse!)
14. Chat double (Dead cat)
15. Super Caddie (Super Trolley)
16. Vol de pie (Magpie)
17. Garde-chat (Cat-Sitting)
18. La Bouteille (The Bottle)

#### Partie 2 (2003)
1. Poisson savant (Goldfish)
2. L'Inventeur (Inventor)
3. Sauvez la Reine (Royal Bean)
4. Le Jeune Bean (Young Bean)
5. Rose blaireau (In The Pink)
6. Tête à tête (Dinner for Two)
7. La Balle (The ball)
8. Rage de dent (Toothache)
9. Quel toupet (Haircut)
10. Bon Voisinage (Neighbourly Bean)
11. La Panne (Car Trouble)
12. Au restaurant (Restaurant)
13. Vol de tableau (Art Thief)
14. Bean le peureux (Scaredy Bean)
15. C'est le printemps ! (Hot Date)
16. Avis de recherche (Wanted)

#### Partie 3 (2004)
1. Gadget Junior (Gadget Kid)
2. Copain d'école (The Visitor)
3. Super Télé (Big TV)
4. Piano ! (Keyboard Capers)
5. Quel tableau ! (Artful Bean)
6. La Mouche (The Fly)
7. Décoration royale (A Royal Makeover)
8. Grosse Courge (SuperMarrow)
9. Rage de vaincre (A Running Battle)
10. Bean fait l'œuf (Egg and Bean)
11. Camping (Camping)
12. Plein Gaz (Chocks Away)
13. Grenouille d'élevage (Hopping Mad!)
14. Déjeuner de chien (A Grand Invitation)
15. Animaux interdits (No Pets)
16. Rayons de soleil (Ray of Sunshine)
17. Un autographe ! (Bean in love)
18. Quel clone ! (Double Trouble)

### Saison 2 (2015-2016)
1. Cinéma amateur (Home Movie)
2. Poisson-sitter (Fish Sitting)
3. La Croisière (The Cruise)
4. Jeu de massacre (Coconut Shy)
5. Mr Bean écolo (Green Bean)
6. Distributeur (Cash Machine)
7. L'Aspirateur à déchets (Litterbugs)
8. Un rat et des ratés (Rat Trap)
9. La Saint-Valentin (Valentine's Bean)
10. Dîner aux chandelles (All You Can Eat)
11. Mr Bean bricoleur (Flat Pack)
12. Des vacances pour Teddy (Holiday for Teddy)
13. Le Journal (The Newspaper)
14. Star du web (Viral Bean)
15. Super Espion (Super Spy)
16. Bean le scout (Scout Bean)
17. Retour à l'école (Back to School)
18. Lord Bean (Lord Bean)
19. Les Guerriers de la route (Car Wars)
20. Le Mariage (Wedding Day)
21. Le Smartphone de Mr Bean (Bean Phone)
22. L'Hôtel de Mr Bean (Hotel Bean)
23. Jurassic Bean (Jurassic Bean)
24. Mr Bean s'occupe de tout (Caring Bean)
25. Mr Bean à l'opéra (Opera Bean)
26. Mr Bean, chauffeur de taxi (Taxi Bean)
27. Mr Bean se muscle (Muscle Bean)
28. Un nouvel ami (A new Friend)
29. L'Ascenseur (The Lift)
30. Le Trou (Dig This)
31. Mr Bean sous hypnose (Bean Hypnotised)
32. Une affaire qui roule (Car Wash)
33. Le Chat-peau (Where Did You Get That Cat?)
34. Une dure leçon (Valuable Lessons)
35. Joyeux Halloween (Happy Halloween)
36. Mr Bean et la Peinture (Bean Painting)
37. Mr Bean catcheur (Wrestle Bean)
38. L'Oiseau rare (Rare Bird)
39. Le Safari de Mr Bean (Bean's Safari)
40. La Partie de golf (A Round of Golf)
41. Mr Bean super-héros (Superhero Bean)
42. Mr Bean fait le tri (What a Load of Rubbish)
43. Le Robot (The Robot)
44. Crème glacée (Ice Cream)
45. Fête d'anniversaire (Birthday Party)
46. Dans le jardin (In the Garden)
47. Une journée magique (A Magic Day Out)
48. Piscine à balle (Ball Pool)
49. Pizza Bean (Pizza Bean)
50. Le Photographe (The Photograph)
51. Le Concours de dance (Dancing Bean)
52. Mr Bean fait du shopping (Bean Shopping)

### Épisode spécial
1. Diamonds Are a Bean's Best Friend (uniquement sur YouTube)

### Saison 3 (2019)
1. Gamer Over (Game Over)
2. Livraison spéciale (Special Delivery)
3. Une vie de chien (A Dog's Life)
4. Quelle odeur ! (Big Stink)
5. Cartes et Désastres (Birthday Bother)
6. Un lit pour Mr Bean (Bed Bean)
7. Une journée au centre de bien-être (Spa Day)
8. Bean le bienfaisant (Charity Bean)
9. Un bis pour Bean (Bean Encore)
10. La Caravane (Mobile Home)
11. La Maison hantée (Haunted House)
12. Eau de Bean (Eau de Bean)
13. Panne sèche (Running on Empty)
14. Alerte aux puces ! (Bean Bug)
15. Un p'tit café ? (Coffee Bean)
16. Bean en dessous de zéro (The Big Freeze)
17. Scrapper le superbe (Scrapper Cleans Up)
18. Ce bon vieux Bean (Coach Trip)
19. Auprès de mon arbre (Save That Tree)
20. À vendre (For Sale)
21. Bean à roulettes (Jumping Bean)
22. Gare au chat (Cat Chaos)
23. Le Roi des collectionneurs (Stick It)
24. Bean au musée (Bean at the Museum)
25. Une voiture pour Irma (A Car for Irma)
26. Un trophée pour Bean (Trophy Bean)

### Saison 4 (2025)[7]
1. Une journée au lit (A Day in Bed)
2. Bean au karting (Karting Bean)
3. Bean au bowling (Bowled Over)
4. Dégustation gratuite (Sample Sale)
5. Privé de télé (Grounded)
6. Bean, artiste peintre(Un-Suitable)
7. Bean, coach sportif (Fitness Instructor)
8. Bean, fait du trampoline (Trampoline Trouble)
9. Bean, le mouton (Sheepish Bean)
10. Un passionnant roman (Page Turner)
11. Bean et les jeux d’arcade (Arcade Trouble)
12. Bean et la comète (Alarm Bean)
13. Operation Wicket

## Produits dérivés

### DVD
Seuls les 24 premiers épisodes sont sortis en DVD en trois volumes :
- Mr Bean, volume 1 (3 avril 2007) (ASIN B000MQCAS2)
- Mr Bean, volume 2 (3 avril 2007) (ASIN B000MQCATQ)
- Mr Bean, volume 3 (3 avril 2007) (ASIN B000MQCASC)
- Mr Bean, volume 1 à 3 (3 avril 2007) (ASIN B000MQCAUU)

### PVD
- Mr Bean : L'Arrêt du bus, Claviers en folie et L'Anniversaire

## Autour de la série
- Dans la version originale, Rowan Atkinson et Matilda Ziegler prêtent leurs voix à Mr Bean et Irma Gobb, personnages qu'ils ont incarnés dans la série télévisée d'origine.
- Avec une absence presque totale de dialogue, les aventures de Mr Bean reposent sur ses prouesses comiques.